# NGC 5287
NGC 5287 (другие обозначения — MCG 5-32-79, PGC 48741) — линзообразная галактика (S0) в созвездии Гончие Псы.
Этот объект входит в число перечисленных в оригинальной редакции «Нового общего каталога».